# Rheintor (Linz am Rhein)

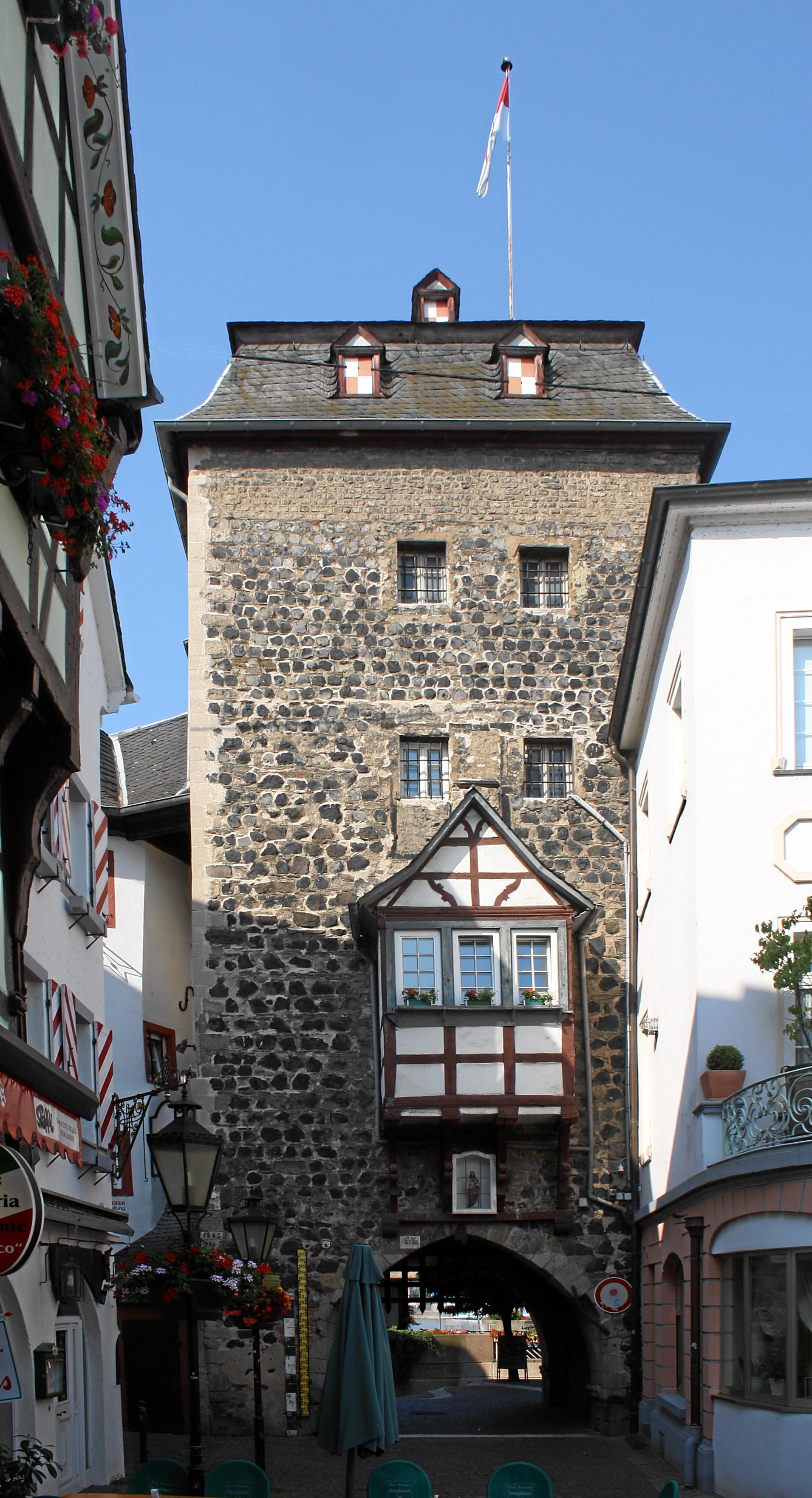
Rheintor in Linz am Rhein

Das Rheintor ist ein am Ufer des Rheins gelegener Stadttorturm der Stadtbefestigung von Linz am Rhein.
Im 15. oder 16. Jahrhundert wurde das aus Basalt und Schieferbruchstein bestehende westlichste der Linzer Stadttore als Nachfolgebau des ursprünglich mit der restlichen Stadtbefestigung zwischen 1320 und 1329 erbauten Tores neu errichtet. Später wurde es noch mehrfach umgebaut.
Im Gegensatz zur restlichen Stadtbefestigung, die größtenteils 1861 abgerissen wurde, ist das am Burgplatz 1 befindliche Tor noch erhalten. Es steht als Kulturdenkmal unter Denkmalschutz.
Koordinaten: 50° 33′ 56,2″ N, 7° 16′ 43,3″ O